# San Miguel (Albay)
San Miguel est une île située dans la province d’Albay aux Philippines,, à l’extrémité ouest de la bande d’îles du golfe de Lagonoy. Elle est baignée par le golfe de Lagonoy et la baie de Tabaco. Située à plusieurs kilomètres à l’est de la ville de Tabaco, la petite île constitue un brise-lames naturel contre les vagues venues de la haute mer, à l’est, et qui s’écrasent sur les rives de Tabaco.
L’île a un terrain rocheux. San Miguel a une superficie approximative de 22,30 kilomètres carrés, et son littoral a une longueur approximative de 34,73 kilomètres. L’altitude maximale est estimée à 41 mètres au-dessus du niveau moyen de la mer. 

## Administration
L’île fait partie de la municipalité de Tabaco et comprend cinq barangays : Hacienda, Agnas, Visita, Sagurong et Rawis. 

## Sites remarquables
Le phare de Rawis est situé à la pointe nord-ouest de San Miguel, dans le barangay de Rawis, en face de la ville de Malinao.

## Économie
Les principales activités économiques sont l’agriculture, l’élevage de bovins, la pêche, et le tissage de paniers, de nattes et de tapis,. L’un des moyens de transport usuels est le « sibid-sibid », une petite barque.
En 1998 a été officiellement créée la réserve marine de San Miguel. Elle a été fondée par le Projet de gestion des ressources côtières de l’île de San Miguel (COREMAP-SMI), une approche multidisciplinaire du développement et de la gestion des habitats et des ressources par l’établissement de réserves de pêche marine, dans le cadre d’un programme cogéré par la communauté. Les participants au projet comprenaient le conseil municipal de Tabaco, le conseil du barangay de Sagurong, l’Université de Bicol, la Fondation Haribon, le PRRM, l’UP-MSI, la région V du BFAR, le Corps de la paix des États-Unis et d’autres branches du gouvernement local. La réserve a été créée pour assurer à la fois un avenir économique à la pêche et la conservation des trésors environnementaux locaux. Une grande partie des récifs de la région de Bicol, et par conséquent les ressources halieutiques, ont été détruits par des pratiques de pêche illégales et destructrices telles que la pêche à la dynamite ou au cyanure. La réserve marine est une zone où les récifs et les poissons sont protégés de ces techniques destructrices, et où les populations de poissons peuvent prospérer sans danger. La réserve est également l’objet de recherches en cours par l’équipe de recherche BUTC pour surveiller les populations de poissons et la productivité des pêches de l’île San Miguel.